# Marina Burmistrova
Marina Nikoláyevna Burmistrova (nacida el 3 de febrero de 1974 en Tver, URSS) es una exjugadora de baloncesto rusa.  Consiguió 2 medallas en competiciones internacionales, una con la Unión Soviética y otra con Rusia.